# Vrt Jujuan
Vrt Jujuan ali vrt Ju (tradicionalno kitajsko: 豫園; poenostavljeno kitajsko: 豫园; pinjin: Yù Yuán, Shanghainese Yuyoe Wu Chinese: [ɦy²².ɦɥø⁵⁵], lit. Vrt sreče) je obsežen kitajski vrt ob Templju mestnega boga na severovzhodu starega mestnega jedra Šanghaja v okrožju Huangpu. Meji na turistični center Jujuan, čajnico Hušinting in tržnico Ju Garden Bazaar.
Ponaša se z več kot 40 slikovitimi točkami, vključno s paviljoni, skalnimi formacijami in ribniki, in je zdaj ključno območje pod zaščito na državni ravni.
Osrednji del je izvrstna žadasta skala (玉玲珑), porozna 3,3 m visoka in 5-tonska skala. Govorice o njenem izvoru vključujejo zgodbo, da je bila namenjena cesarju Huidzongu (dinastija Severni Song od 1100 do 1126 n. št.) za cesarski vrt v Biandžingu, vendar so jo rešili iz reke Huangpu, potem ko se je potopil čoln, ki jo je prevažal.

## Zgodovina
Vrt Jujuan je leta 1559 v času dinastije Ming prvič zgradil Pan Junduan kot tolažbo za svojega očeta, ministra Pan Ena, v starosti. Pan Junduan je projekt začel, potem ko ni opravil enega od cesarskih izpitov. Vrt je poimenoval Ju Juan, ju (豫), kar pomeni prijeten in zadovoljiv za starše. Njegova motivacija za gradnjo tega vrta je bila, da bi staršem izkazal sinovsko pobožnost in jim omogočil, da uživajo v starosti. Zato je vrt Ju znan tudi kot Vrt miru in udobja. Vendar pa je Junduanovo imenovanje za guvernerja Sečuana gradnjo odložilo za skoraj dvajset let, do leta 1577.
V svoji prvotni obliki ima vrt Ju veliko umetnih vodnih poti, poti, skalnjakov, rastlin in stavb. Ozemlje je bilo zasnovano kot kompleks različnih vrtov v enem središču, Lešou Tang. Po Panovih lastnih zapisih je vrt služil kot središče številnih družabnih dejavnosti, ko je tam živel in ti dogodki so vplivali na teksturo šanghajske družbe. Predvsem Pan Juduanovi dnevniški zapisi od leta 1586 do 1601 so skoraj tri četrtine povezani z različnimi javnimi nastopi, ki so potekali na vrtu, pri čemer je bil Lešou Tang glavno prizorišče teh dogodkov. Vrt je bil v svojem času največji in najprestižnejši v Šanghaju, a so njegovi stroški sčasoma pripomogli k uničenju družine Pan.
Vrt je kasneje podedoval Džang Džaolin, mož Pan Junduanove vnukinje, nato pa je prešel v roke različnih lastnikov. Džang Šengču je na kratko organiziral del kot Akademijo čistosti in harmonije (清和書院, Qīng-Hé Shūyuàn), Ling Juan (靈苑, Líng Yuàn, lit. "Park duhov"), današnji Vzhodni vrt, pa je leta 1709 kupila skupina lokalnih voditeljev. Skupina trgovcev je leta 1760 obnovila vse bolj dotrajano posestvo, leta 1780 pa je bil Zahodni vrt odprt za širšo javnost.
Vrtovi so bili v 19. stoletju večkrat poškodovani. Med prvo opijsko vojno je britanska vojska leta 1842 več dni uporabljala čajnico Hušinting kot oporišče. Med uporom Taipingov je Društvo majhnih mečev imelo svoj sedež v dvorani Diančun; ko so vojaki Čing povrnili vrt, so bile prvotne strukture skoraj v celoti uničene. Japonci so jih leta 1942 ponovno poškodovali, preden jih je popravil Liangšun Han (Skalnjak Han), ki ga je med letoma 1956 in 1961 imenovala šanghajska vlada. Za javnost so jih odprli leta 1961, za narodni spomenik pa leta 1982.

## Oblikovanje
Danes vrt Ju zavzema površino 2 hektarja. Dostop do vrta je čez most devetih ovinkov, ki prečka majhen ribnik s čajnico. Vhod je s sprednjega dvorišča na koncu mostu. Vrt Ju odraža vrtni slog vrtne arhitekture Džjangnan v dinastijah Ming in Čing. Popolnoma združuje dekorativne dvorane, dovršene paviljone, bleščeče ribnike, cikcakaste mostove, oboke in izvrstne skalnjake.
Vrt Ju je razdeljen na šest splošnih območij, razporejenih v slogu Sudžov:
- Dvorana Sansui (三穗堂, Sān Suì Táng, lit. "Dvorana s tremi resicami") – vključuje Veliki skalnjak (大假山, Dà Jiǎshān ), 12 metrov visok skalnjak iz kamna huangši, ki se ponaša z vrhovi, pečinami, vijugastimi jamami in soteskami. To pokrajino je verjetno ustvaril Džang Nanjang v času dinastije Ming.
- Dvorana Vanhua (万花楼, Wàn Huā Lóu, lit. "Dvorana desetih tisoč cvetov") – vključuje dvorano Vanhua, paviljon Jule, hodnik z dvojno ulico in 400 let staro drevo ginka, ki označuje sprednje dvorišče.
- Dvorana Diančun (点春堂, Diǎn Chūn Táng, lit. "Dvorana oznanjajoče pomladi") – zgrajena leta 1820, v prvem letu cesarja Daoguanga; služila je kot sedež Društva malih mečev od septembra 1853 do februarja 1855.
- Dvorana Huidžing (会景楼, Huì Jǐng Lóu) – vključuje hodnik iz žada, most s tremi zavoji in sobo devetih levov.
- Dvorana Juhua (玉华堂, Yù Huá Táng, lit. "Dvorana žadaste veličastnosti") – opremljena s kosi palisandra iz dinastije Ming, si deli ime z goro blizu Šinjeja v Džedžjangu.
- Notranji vrt (内园, Nèi Yuán) – skalnjaki, ribniki, paviljoni in stolpi; prvič zasnovan leta 1709 in nazadnje poustvarjen leta 1956 z združitvijo vzhodnega in zahodnega vrta.

Vsako območje je od drugih ločeno z zmajevimi zidovi z valovitimi sivimi ploščicami obloženimi grebeni, pri čemer se prehodi in cikcakasti hodniki povezujejo med seboj.
Še več, vsak podvrt predstavlja edinstveno podtemo in ustrezne zgodbe, kar kaže na oblikovalčev globok občutek in osebne zgodbe skozi razporeditev različnih elementov znotraj vsakega podvrta. V najbolj izvirni obliki vrta Ju dvorana Sansui predstavlja podtemo žetve in dolgega življenja; dvorana Vanhua predstavlja podtemo cvetja in kamnov; dvorana Diančun predstavlja podtemo pomladi in sončne svetlobe ter je bila uporabljena za glasbene nastope; dvorana Juhua predstavlja podtemo bogastva in je bila zasnovana kot Pan Junduanov studio; dvorana Huidžing predstavlja podtemo veselja in slave ter je bila zasnovana za uživanje v vodni pokrajini in celotnem prizoru. Te podteme izhajajo iz glavne teme vrta – »mir in užitek«; medtem ko razvijajo svoje lastne zgodbe in skupaj manifestirajo glavno temo vrta.

### Značilnosti
| - Dvorana Sansui - Dvorana Jangšan - Ogromen skalnjak - Dvorana Cuišui - Kamniti čoln za sprostitev - Božični paviljon - Dvojni hodnik - Dvorana Vanhua - Ginkgo drevo | - Delovna soba devetih levov - Paviljon starodavnega vodnjaka - Dvorana relikvij - Dvorana Diančun - Oder za igranje in petje - Paviljon Kuailou - Dvorana Hešu - Stolp Huidžing - Paviljon za nazdravljanje | - Dvorana Juhua - Dvorana Dejue - Žad - Izvrstna žadna skala - Most Huanlong - Notranji vrt - Stolp Džinguan - Stolp Guantao | - Oder za obleke - Dvorana Kejl - Kamniti čoln - Veliki oder - Paviljon sredi jezera - Most devetih ovinkov - Dvorana mojstra Laoja - Razstavna dvorana stolpa Ting Tao - Stolp Hanbi |

## Okolica
Vrt obdajata tempelj mestnega boga in tržnica Jujuan. Tržnica je tik ob vrtu Ju, s čudovito kitajsko arhitekturo in dizajnom ter stotinami trgovin, ki prodajajo nakit, svilo, starine, umetnine, obrt, spominke in lokalne prigrizke. Skozi leta je vrt Ju že od samega začetka ohranjal občutljivo ravnovesje med znanstveno eleganco in kričečim potrošništvom ter je služil kot oder, na katerem so se uprizarjale drame družine Pan in drame prebivalcev Šanghaja.

## Galerija
- Čajnica Hušinting ob ribniku Yu Garden, zgrajena leta 1855, je še vedno v uporabi leta 2018
- Prodajalec na bazarju Yuyuan blizu vrta Yu, 2018
- Ukrivljen most in zaobljena vrata
- Koi v velikem ribniku
- Eden od končnih delov zmajevega zidu
- Izvrstna žadasta skala
- Eden od skalnjakov
- Vrata zmajevega zidu